# Ілляшенко Василь Васильович
Ілляшенко Василь Васильович (1935—2014) — радянський, український кінорежисер, сценарист, письменник. Заслужений працівник культури УРСР (1985). Заслужений діяч мистецтв України (1998).

## Біографія
Народився 5 квітня 1935 року в селі Чехівка (на той час Полтавської обл. УРСР) у селянській родині.
У 1956—1958 роках навчався в Київському технікумі культосвітпрацівників. Закінчив режисерський факультет Всесоюзного державного інституту кінематографії (1965, майстерня С. Герасимова).
Лауреат премії Спілки кінематографістів України (1981) за книгу «Кінорежисура» (у співавт. з Т. Левчуком). Автор книг з питань історії й теорії кінематографа: «Этюды о кино» (1998), «Етюди про кіно» (1999), «Книга режисури» (2002), «Історія українського кіномистецтва» (2004), «Теорія смислів світового кіно» (2008, у 5-ти книгах).
Автор роману «По білому світі» (2001), поетичних збірок «Високосне літо зозулі» (1992), «Гірка книга» (1998), «Хресна книга» (2000), «Блаженний на святі життя» (2003), «Сльози сонця» (2005), «На пагорбах» (2010).
Викладав у Київському державному інституті театрального мистецтва ім. І. Карпенка-Карого.
Був членом Національної спілки кінематографістів України.
Помер 29 листопада 2014 року в Києві.

## Фільмографія
Режисер-постановник:
- «Березова бувальщина» (1968),
- «Ми з України» (1969, тв, фільм-концерт),
- «Крутий горизонт» (1971),
- «Новосілля» (1973),
- «Серед літа» (1975),
- «Дніпровський вітер» (1976, т/ф, новела «На косі»),
- «Червоне поле» (1979, т/ф, 2 а),
- «Суд в Єршовці» (1987),
- «Увійди в кожен будинок» (1989, т/ф, 5 с),
- «Обітниця» (1991),
- «Притча про світлицю» (1994) та ін.

Сценарист:
- «Березова бувальщина» (1968),
- «Найди свій дім» (1982, т/ф)
- «Обітниця» (1992)
- «Притча про світлицю» (1994)

Ролі в кіно:
- «Дума про Британку» (1969)
- «Цвітіння кульбаби» (1992)